# 紫尾温泉
紫尾温泉（しびおんせん）は、鹿児島県薩摩郡さつま町（旧国薩摩国）にある温泉。

## 泉質
- 単純硫黄泉

## 温泉街
源泉は上之湯と下之湯があり、上之湯の源泉は紫尾神社の拝殿下から湧出している。そのため紫尾温泉には「神の湯」の異名がある。
旅館数軒と共同浴場の「紫尾区営大衆浴場」がある。ひっそりとした湯治場の雰囲気である。

## 歴史
温泉が開かれた年代はよくわかっていないが、南北朝時代の1384年頃には温泉があった。江戸時代の「三国名勝図絵」（薩摩藩編纂）や明治時代の「薩隅日地理纂考」に記載がある。

## あおし柿

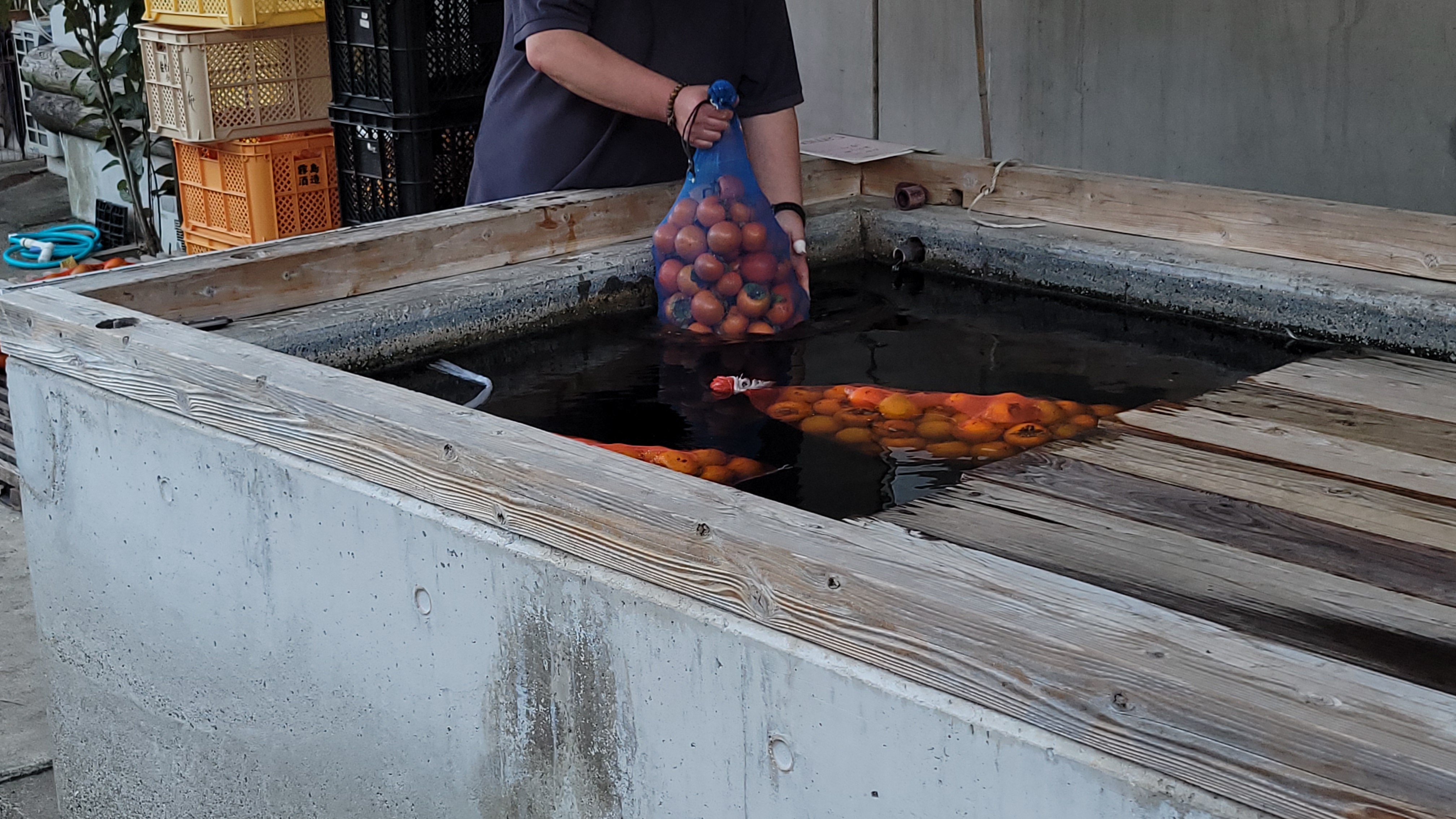
渋柿を温泉に漬ける様子

渋柿を温泉の湯で渋抜きした「あおし柿」が紫尾温泉の名物になっている。「あおす」は鹿児島弁で柿の渋を抜くことをいう。

## アクセス
- 鉄道 : 九州新幹線川内駅下車、バスで宮之城行き約40分、そこからタクシーで約15分。

公共交通機関によるアクセスは良くないので、温泉地への訪問は自家用車の方が楽である。